# Вичулки (Ґродзиський повіт)
Вичу́лки (пол. Wyczółki) — село в Польщі, у гміні Баранув Ґродзиського повіту Мазовецького воєводства.
Населення — 62 особи (2011).
У 1975—1998 роках село належало до Скерневицького воєводства.

## Демографія
Демографічна структура станом на 31 березня 2011 року:
|          | Загалом | Допрацездатний вік | Працездатний вік | Постпрацездатний вік |
| -------- | ------- | ------------------ | ---------------- | -------------------- |
| Чоловіки | 30      | 6                  | 20               | 4                    |
| Жінки    | 32      | 4                  | 16               | 12                   |
| Разом    | 62      | 10                 | 36               | 16                   |